# Kanton Sarzeau
Der Kanton Sarzeau war bis 2015 ein französischer Kanton im Arrondissement Vannes, im Département Morbihan der Region Bretagne; sein Hauptort war Sarzeau.

## Gemeinden
Der Kanton Sarzeau umfasste fünf Gemeinden:
| Gemeinde              | Bretonisch   | Einwohner (2022) | Fläche (km²) | Code postal | Code Insee |
| --------------------- | ------------ | ---------------- | ------------ | ----------- | ---------- |
| Arzon                 | Arzhon-Rewiz | 2.272            | 8.93         | 56640       | 56005      |
| Le Tour-du-Parc       | Tro-Park     | 1.259            | 9.30         | 56370       | 56252      |
| Saint-Armel           | Sant-Armael  | 885              | 7.95         | 56450       | 56205      |
| Saint-Gildas-de-Rhuys | Lokentaz     | 1.784            | 15.28        | 56730       | 56214      |
| Sarzeau               | Sarzhav      | 9.068            | 60.23        | 56370       | 56240      |
| Kanton                | Sarzhav      | 13.522           | 101.69       | -           | 5635       |

## Bevölkerungsentwicklung
| 1962  | 1968  | 1975  | 1982  | 1990  | 1999   | 2006   | 2012   |
| ----- | ----- | ----- | ----- | ----- | ------ | ------ | ------ |
| 6.815 | 6.667 | 7.272 | 7.988 | 9.200 | 11.083 | 12.712 | 13.522 |